# Phần phụ

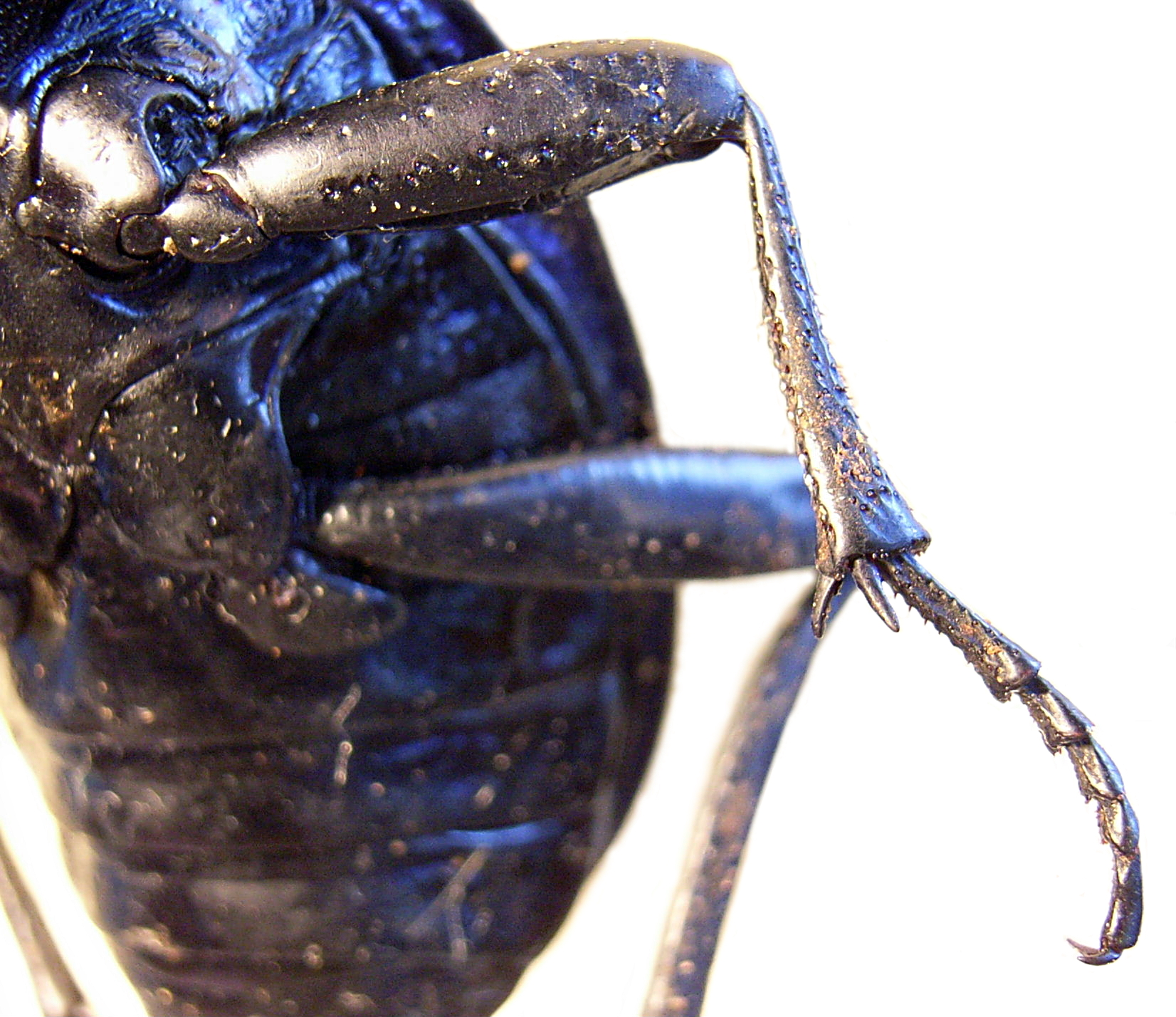
Chân bọ cánh cứng

Trong sinh học không xương sống, một phần phụ là một bộ phận bên ngoài hoặc một phần kéo dài của cơ thể, mà nó nhô ra từ thân mình của một sinh vật (trong sinh học xương sống, ví dụ sẽ được lấy là một chi của động vật có xương sống). Một phần phụ cũng có thể là một bộ phận tương đồng được mọc ra từ một khúc thân, bao gồm râu, miệng của loài xương khớp, mang, chân đi (pereiopods), chân bơi (pleopods), cơ quan sinh dục (gonopods), và một phần phần của đuôi (uropods). Thông thường, mỗi khúc cơ thể đều mang một cặp phần phụ.
Một phần phụ đóng vai trò cho việc tiêu hóa thức ăn được gọi là chân ở hàm (maxilliped).